# 芒子芒
芒子芒，原寫為芒仔芒，是臺灣臺南市玉井區的一個傳統地域名稱，位於該區中部略偏西南部，並分別向及及向東南延伸至邊界。相較於今日行政區，其範圍大致包括望明里不含西南部邊界地帶偏東段、三和里。
本地區境內主要聚落為芒仔芒、石牌、望明、新庄、劉陳、貓而干、大松腳、倒松。

## 歷史
台灣日治初期，芒子芒地區為一街庄，稱為「芒仔芒庄」（舊制街庄），隸屬於楠梓仙溪西里。該庄昔日西北與二重溪庄為鄰，北邊西段隔曾文溪與口宵里庄為界，北邊中至東段及東邊隔曾文溪支流後堀仔溪北與噍吧哖庄、沙仔田庄、三埔庄為界鄰，東南邊為北藔庄，南邊及西南邊為中坑庄、九層林庄。
1901年（日治明治三十四年）11月11日，全台廢縣廳改設二十廳，該庄隸屬於臺南廳。1904年（明治三十七年）3月31日，該庄編入「外噍吧哖區」，隸屬於臺南廳。1909年（明治四十二年）10月25日，全台合併二十廳為十二廳，外噍吧哖區仍隸屬於臺南廳。1920年（大正九年）10月1日，全台地方制度大改正，廢十二廳改設五州二廳，該庄改制並雅化為「芒子芒」大字，隸屬於臺南州新化郡玉井庄（新制街庄）。
戰後玉井庄改制為玉井鄉，隸屬於臺南縣，大字亦改制為村。1950年（民國39年）10月25日，雲、嘉、南分治，玉井鄉仍隸屬於臺南縣。2010年（民國99年）12月25日，臺南縣、市合併為直轄臺南市，玉井鄉改制為玉井區，村亦改制為里。

## 聚落
本地區發展較早的聚落為芒仔芒、石牌、望明、新庄、劉陳、劉陳尾（已消失）、貓而干、大松腳，在日治初期的官方地圖上已有記載。此外，本地區尚有倒松聚落。

## 交通
省道台20線是臺南至德高的幹道，其中部分路段稱為「南橫公路」（目前並未全線通車），經過本地區倒松、劉陳兩個聚落及新庄聚落西北郊。由該道路西行（大方向）可前往左鎮區、山上區南端、新化區、永康區等地；東行（大方向）可前往玉井區玉井市區、南化區、高雄市甲仙區、六龜區等地。
區道南185線是新庄至石牌的道路，全線位於本地區境內，其北側端點（起點）位於本地區北部近邊界地帶的省道台20線路口，南側端點（終點）位於本地區東部的石牌聚落，中間會經過新庄、望明、芒仔芒等聚落。

## 公務機關
- 臺南市政府警察局玉井分局望明派出所